# Happy Can Already!
Happy Can Already！ （中国語: 欢喜就好;  Pe̍h-ōe-jī: Hoaⁿ‑hí-tō-hó)は、シンガポールで2016年12月2日から2017年2月3日まで、毎週金曜日の午後12時から午後12時30分まで放送された番組。
中国の様々なシリーズシンガポールの"free-to-air channel"、メディアコープチャンネル8シリーズのキャストとして、ジャック・ネオ、マーク・リー、ワン・レイ、ベンジャミン・タン、チュア・リー・リアン、ジャズパーズ・ライが出演している。 
Liang Xi Mei（ Jack Neo ）とその友人たちは、Comedy Niteからキャラクターをリプリーズし、2003年に最後に画面に登場して以来、視聴者に彼らの生活の最新情報を提供する。 
Liang Xi Meiは、彼女の友人のほとんどがもう周りにいないことを嘆く。
彼女の長男ロバート（マーク・リー）は現在メアリー（チュア・リー・リアン）と結婚しており、娘のアー・ガール（トー・シン・ホイ）がいる。
彼女の次男アルバート（ベンジャミンタン）は現在大学に在籍しており、ライオンキング（ヘンリーチア）にはマーリオンキング（ジャズパーズライ）と呼ばれる息子がいる。
各エピソードは、スキットセグメントに進む前に、ゲストのパフォーマンスとインタビューから始まりる。
このプログラムの出演者には、リュウ・リンリンやハオ・ハオなどのベテランの歌台歌手が含まれる。
スキットセグメントは、リァンシーメイとその友人たちの生活を中心に展開するだけでなく、アンティルーシー（デニスチュー）によるカメオ出演も特徴としている。